# 寶泉寺
寶泉寺（ほうせんじ）は、京都府南丹市美山町にある真言宗御室派の仏教寺院。山号は岳應山。 本尊は薬師如来。開基（創立者）はインド（天竺）からの渡来僧・法道仙人によって開創されたと伝えられており、大師堂は1707年の建立で京都府登録文化財になっている。

## 大師堂
宝形造、茅葺き(鉄板仮茅) 向拝 十尺四方の仏堂。堂内には真言宗開祖・弘法大師の木像が安置されている。
平成21年3月に京都府の文化財となった。

## 薬師堂
正徳三年(1713)建立 (三代目 存恵法印代)
本尊は薬師瑠璃光如来である。脇持に日天菩薩、月天菩薩の三尊形式 御開帳は50年に一度。

## 大日堂
建立年は不詳
禅宗のお堂を江戸後期以降に移築したとも言われている。
尊像は以下の通りである。
- 大日如来(金剛界)
- 聖観音菩薩
- 千手観音菩薩
- 地蔵菩薩
- 不動明王